# Acanthize des montagnes
Espèce
Statut de conservation UICN

 VU A2bc+3c+4bc : Vulnérable
L'Acanthize des montagnes (Acanthiza katherina) est une espèce de passereau appartenant à la famille des Acanthizidae. 

## Répartition
Cet oiseau est endémique d'Australie.

## Habitat
C'est une espèce vivant à l'étage montagnard des forêts humides subtropicales.